# Aspettando il sole (film)
Aspettando il sole è un film del 2008 diretto da Ago Panini.
La pellicola racconta le storie, gli intrecci e i destini degli ospiti del Bellevue Hotel spaziando fra il genere noir e la commedia.
Il film è stato presentato al Festival Internazionale del Film di Roma 2008 nella sezione proiezioni speciali.

## Riconoscimenti
- Est Film Festival 2009: Miglior Film